# Lijst van rijksmonumenten in Meerkerk
De plaats Meerkerk telt 10 inschrijvingen in het rijksmonumentenregister. Hieronder een overzicht.
| Object                                                                            | Oorspronkelijke functie? | Bouwjaar                          | Architect | Locatie           | Coördinaten?                  | Nr.?   | Afbeelding        |
| --------------------------------------------------------------------------------- | ------------------------ | --------------------------------- | --------- | ----------------- | ----------------------------- | ------ | ----------------- |
| Hervormde kerk                                                                    | Kerk en kerkonderdeel    | ca. 1400 1832 (verbouwd na brand) |           | Kerkstraat 3      | 51° 55' 17" NB, 4° 59' 51" OL | 28422  | Meer afbeeldingen |
| Hotel Sap en Sap                                                                  | Woonhuis                 | tweede kwart 19e eeuw             |           | Tolstraat 34      | 51° 55' 17" NB, 5° 0' 6" OL   | 28424  | Meer afbeeldingen |
| Gaaf bewaarde en uitzonderlijk fraaie boerderij                                   | Boerderij                | 1640 (deurkalf)                   |           | Zouwendijk 79     | 51° 55' 40" NB, 4° 59' 49" OL | 28425  | Meer afbeeldingen |
| Boerderij met langgerekt rieten dak. Oude kozijnen en luiken. Deur met bovenlicht | Boerderij                | 17e eeuw                          |           | Zouwendijk 117    | 51° 56' 15" NB, 4° 59' 46" OL | 28426  | Meer afbeeldingen |
| Terrein waarin sporen van bewoning                                                | Archeologisch monument   | Midden-Bronstijd                  |           | Twaalfhoevenseweg | 51° 55' 30" NB, 4° 57' 30" OL | 47119  | Upload foto       |
| Watertoren                                                                        | Nutsbedrijf              | 1936                              |           | Burg. Sloblaan 20 | 51° 55' 10" NB, 4° 59' 37" OL | 515486 | Meer afbeeldingen |
| Woonhuis van het type herenhuis                                                   | Woonhuis                 | ca. 1890                          |           | Tolstraat 1       | 51° 55' 17" NB, 4° 59' 55" OL | 515487 | Meer afbeeldingen |
| Herenhuis                                                                         | Woonhuis                 | ca. 1850, met oudere kern         |           | Dorpsplein 1      | 51° 55' 17" NB, 4° 59' 53" OL | 515489 | Meer afbeeldingen |
| Hallehuisboerderij                                                                | Boerderij                | 18e eeuw                          |           | Burggraaf 6       | 51° 54' 50" NB, 4° 59' 26" OL | 522642 | Meer afbeeldingen |
| Stal ten zuiden van hallehuisboerderij                                            | Boerderij                |                                   |           | Burggraaf bij 6   | 51° 54' 50" NB, 4° 59' 25" OL | 529200 | Meer afbeeldingen |